# اوتروشن
اوتروشن (به فرانسوی: Autrechêne) یک کمون در فرانسه است که در Canton of Danjoutin واقع شده‌است. اوتروشن ۲٫۹۶ کیلومتر مربع مساحت دارد.